# Luperina sericea
Luperina sericea là một loài bướm đêm trong họ Noctuidae.